# Port Marianne
Port Marianne est l'un des sept quartiers de Montpellier, situé au sud-est de la ville.

## Situation

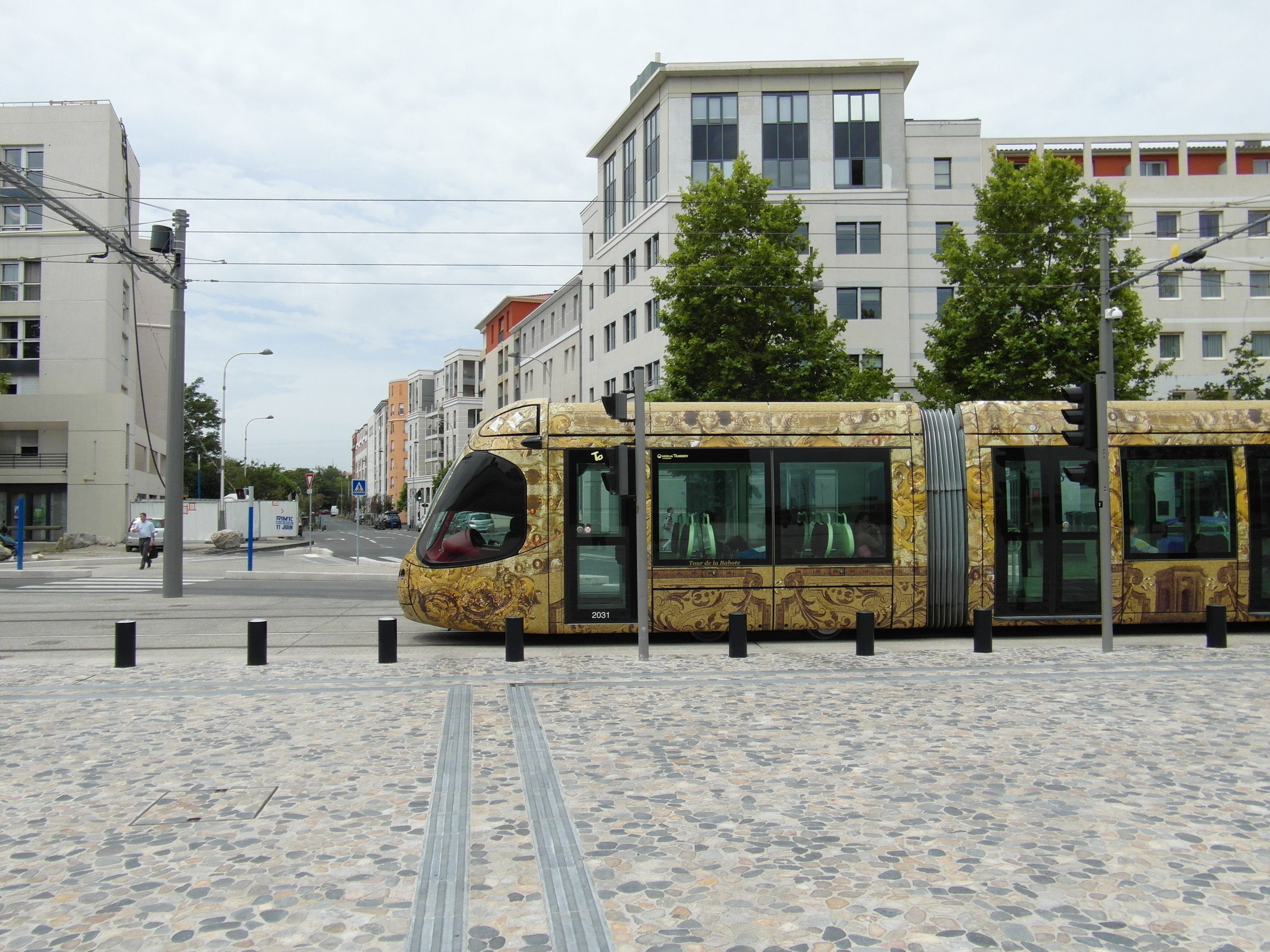
Ligne 4 du tramway, devant l'Hôtel de Ville

Port Marianne se situe à l'entrée est de la ville de Montpellier depuis l'autoroute A9. Son axe principal est l'avenue de la Mer-Raymond Dugrand qui traverse le quartier du nord au sud, tout comme le fleuve le Lez. Côté transport en commun, ce quartier est desservi par les lignes 1, 3 et 4 du tramway de Montpellier.

## Histoire
L'histoire du quartier commence avec la construction de la zone Richter. Ce quartier, encore inexistant il y a 50 ans, est aujourd'hui en pleine expansion. De nombreux bureaux, commerces et logements s'y construisent. On y retrouve d'ailleurs l'Hôtel de Ville depuis 2011.
Port Marianne est un quartier récent qui se distingue par son architecture relativement moderne et linéaire. Il témoigne en partie de la forte croissance démographique de Montpellier, mais également de la volonté de développer le territoire métropolitain vers la mer.

## Aménagement et activités
Le quartier Port Marianne est divisé en plusieurs sous-quartiers (dont certains existent depuis bien avant le lancement du projet de Port Marianne) formés pour la plupart par des zones d'aménagement concerté (ZAC) :
- La Pompignane
- Millénaire-Grammont
- Consuls de mer (architecte en chef Rob Krier, associé à Nicolas Lebunetel)
- Richter (conçu par Adrien Fainsilber, architecte René Dottelonde, paysagiste Michel Desvigne)
- Jacques Cœur (groupement Archimède : Denis Bedeau, Philippe Bonon, François Fontès, Antoine Garcia Diaz)
- Blaise-Pascal (architecte en chef, Claude Vasconi)[3]
- Jardins de la Lironde (architecte en chef Christian de Portzamparc, paysagiste Michel Desvigne)
- Parc Marianne (architectes en chef Architecture-Studio et Imagine, paysagistes Michel Desvigne et Carré Vert)
- Rive gauche (architecte Pierre Tourre[4] et le bureau d'étude Tribu)
- Portes de la Méditerranée - Odysseum (architecte en chef Design International)
- Hippocrate (architecte en chef Michel Fremolle)
- Eurêka (architecte en chef, Rudy Ricciotti)
- République (agence Nicolas Michelin Associés (Paris) et l'architecte Nicolas Boudier)[5]
- Cambacérès[6]

D'autres ZAC y verront certainement le jour, dont une qui pourrait terminer l'aménagement autour de la place Ernest-Granier

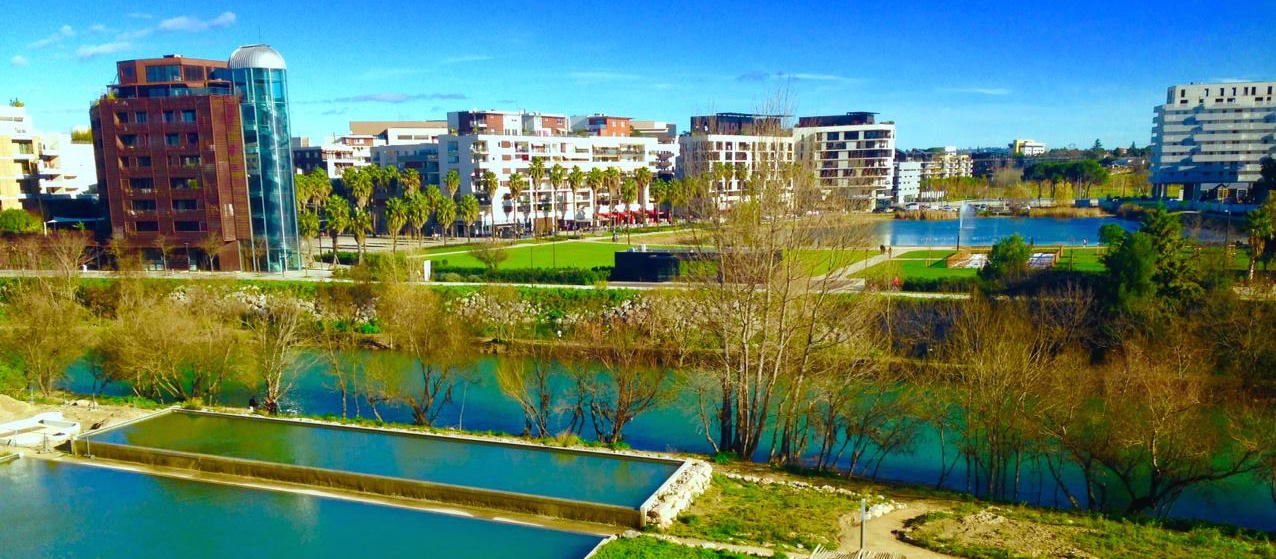
La ZAC Jacques-Cœur vue depuis la nouvelle Mairie

Côté activités et services, on y retrouve notamment :
- la nouvelle Mairie de Montpellier, conçue par Jean Nouvel
- le centre-commercial Odysseum
- le pôle universitaire Richter qui regroupe plusieurs UFR et la Bibliothèque interuniversitaire et qui accueille actuellement plus de 4 000 étudiants
- le Nuage, bâtiment dessiné par Philippe Stark, entièrement consacré au bien-être[7]
- le Marché et les Halles du Lez, qui rassemblent restaurateurs, commerçants et brocanteurs sur une ancienne friche entre l'A9 et son dédoublement
- la Gare de Montpellier-Sud-de-France

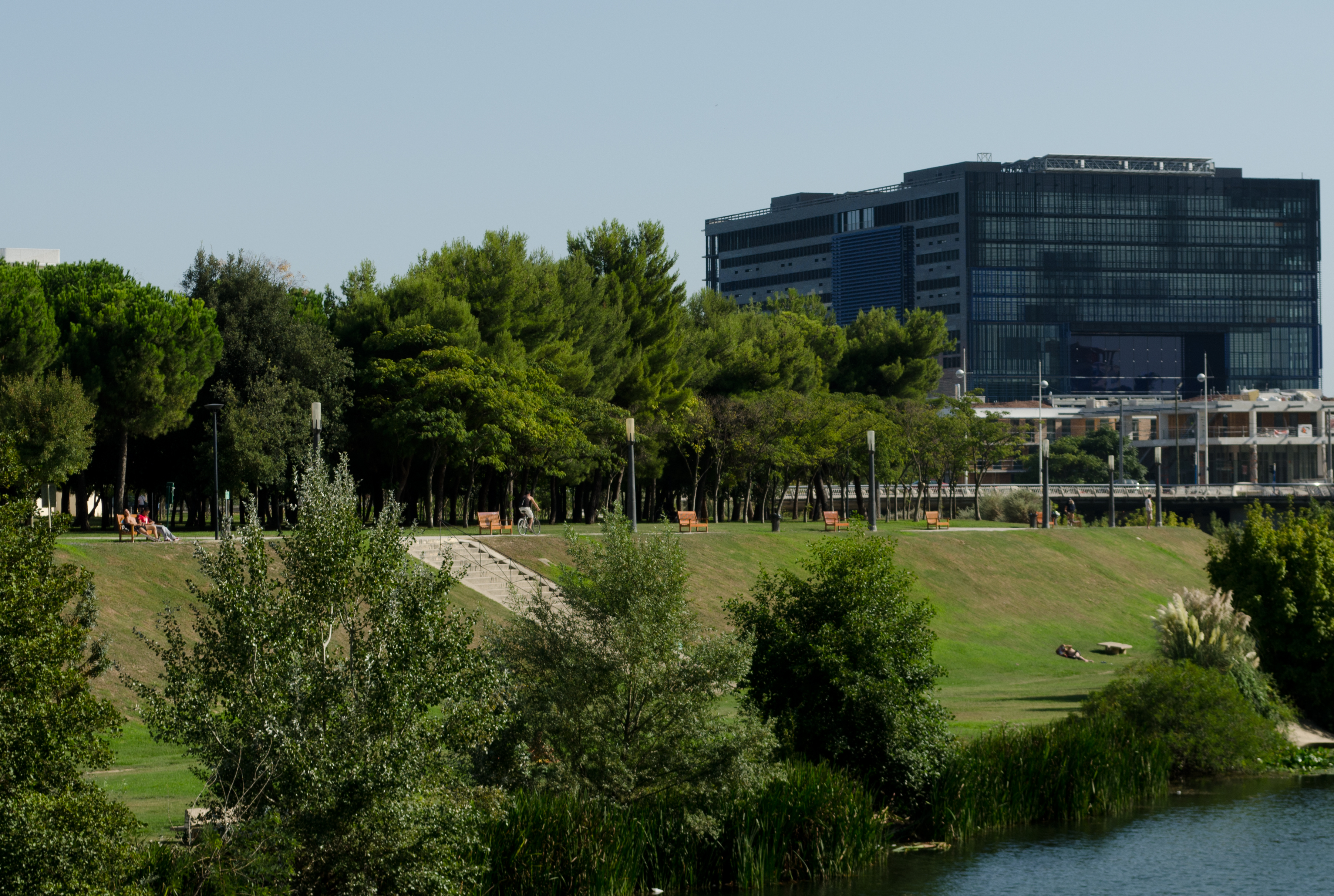
L'Hôtel de Ville vu depuis les Rives du Lez, Consuls de Mer

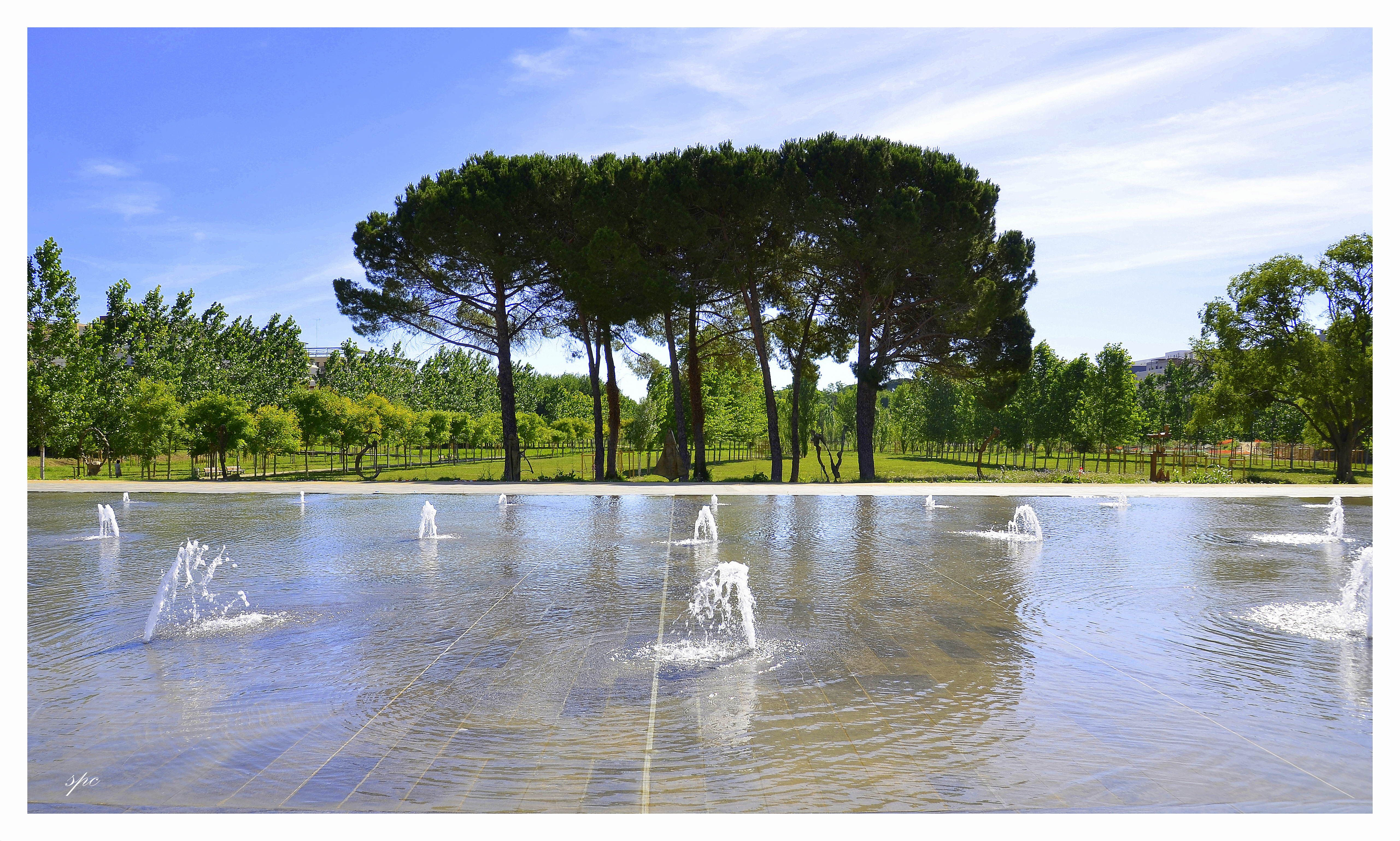
Parc Georges Charpak

Le quartier devait accueillir la Cité du Corps Humain, en bout du Parc Georges-Charpak, mais le projet est au point mort. Il en est de même pour le projet du Stade Louis-Nicollin, qui devait prendre place dans la ZAC Cambacérès, mais sera finalement bâti sur la commune de Pérols.
Port Marianne est surtout marqué par son urbanisme intégré à l'espace naturel, comprenant notamment :
- Les rives du Lez, dont la rive gauche est aménagée sur l'ensemble partie sud du quartier (de l'école Painlevé jusqu'au point où le Lez quitte Montpellier pour entrer sur la commune de Lattes)
- Le Bassin Jacques-Cœur de 1,3 hectare
- Le Parc de la Lironde
- Le Parc Georges Charpak, parc de plus de 10 hectares dessiné par Michel Desvignes. Il est traversé par la Lironde et est conçu pour servir de bassin de rétention en cas de fortes crues. À noter, plusieurs autres bassins de rétention du quartier font également office de parcs, bien que leurs dimensions soient plus modestes.
- Le futur Parc de la Mogère, parc de 30 hectares réalisé par Jacqueline Osty[10]

En décembre 2014, la ville a d'ailleurs obtenu une médaille de bronze par les Victoires du Paysage 2014, pour l'aménagement de la Zac Parc Marianne, dans la catégorie aménagement de quartier.

## Éducation et enseignement

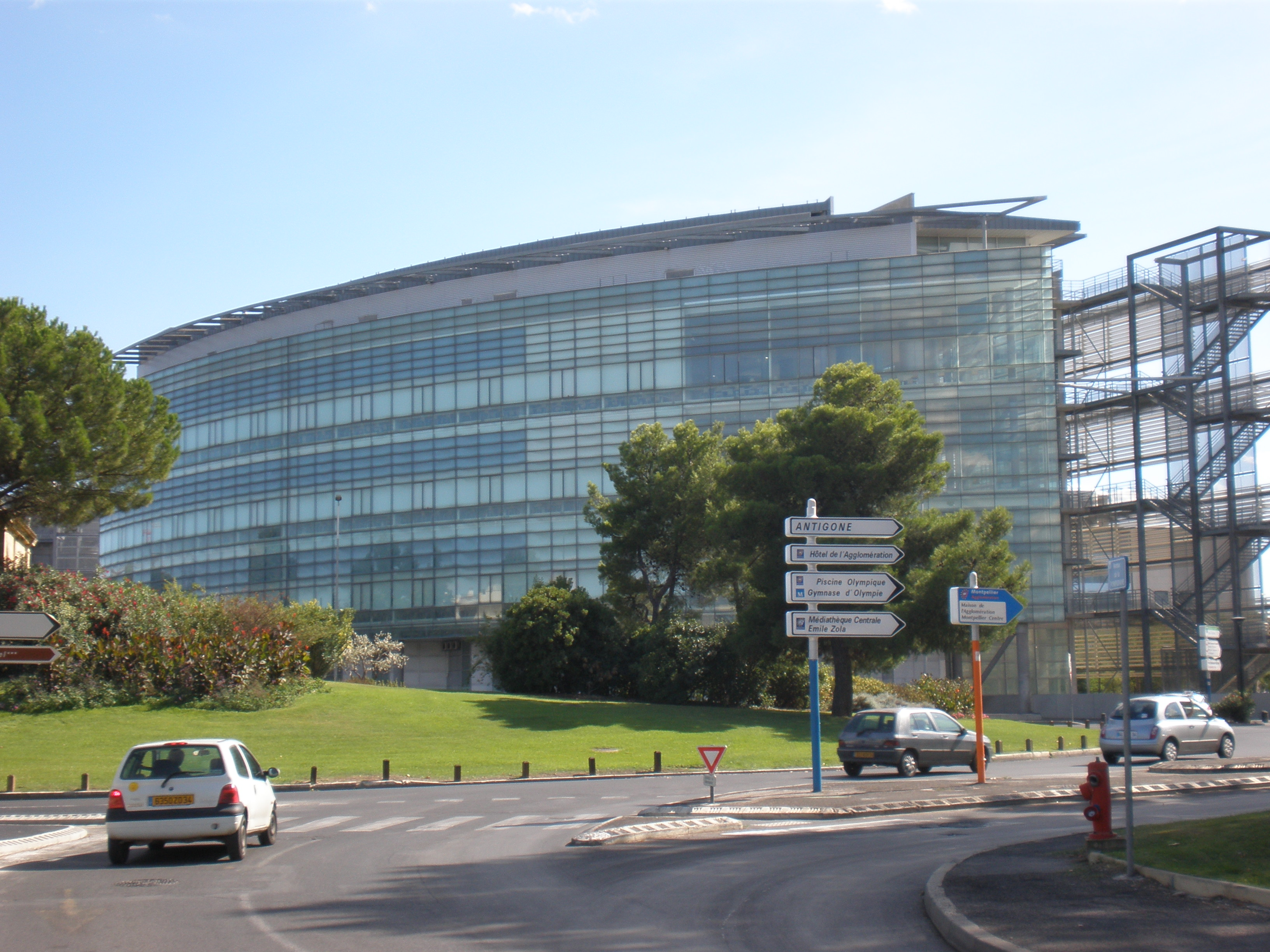
Bibliothèque Interuniversitaire de Montpellier

- Écoles maternelles : Louise-Michel, Sarah-Bernhardt et Sergueï-Prokofiev
- Écoles élémentaires : Blaise-Pascal, Jean-Jaurès, Jean-Zay et Painlevé
- Écoles primaires : André-Malraux, Chengdu, Michel de l’Hospital, Joan Miró
- École privée sous contrat : Ecole Juive Beit Yossef
- Enseignement secondaire : Lycée Pierre-Mendès-France, Lycée hôtelier Georges-Frêche et un collège en construction[12]
- Enseignement supérieur : La Faculté d'Économie, la Faculté Montpellier Management (MoMa, rassemblant depuis 2017 l'ancienne Faculté d'AES -Administration Économique et Sociale- et l'ISEM -Institut des Sciences de l'Entreprise et du Management-), l'IPAG (Institut de Préparation à l'Administration Générale), la Maison des Etudiants Aimé-Schoenig, l'ENACT (École Nationale d’Application des Cadres Territoriaux), ENCCRF (École Nationale de la Consommation, de la Concurrence et de la Répression des Fraudes)

## Événements

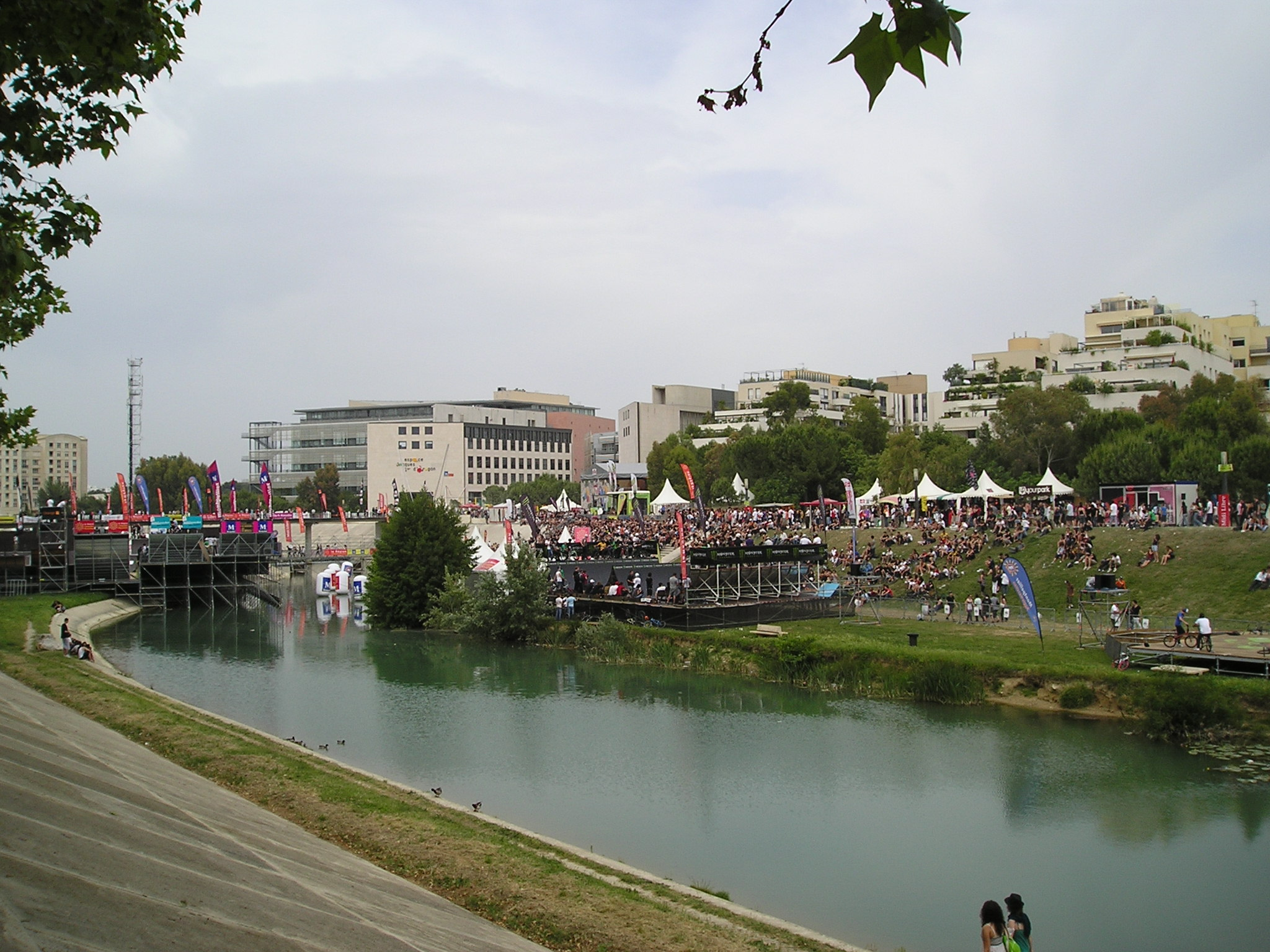
Le FISE sur les Rives du Lez

- FISE, le Festival International des Sports Extrêmes, se déroule chaque année en Mai à Montpellier dont une partie sur les Rives du Lez et le Bassin Jacques Cœur ;
- Le spectacle pyrotechnique de la fête nationale du 14 juillet fut tiré depuis les hauts du Parc Georges Charpak de 2012 à 2015, ainsi qu'en 2021 ;
- Chaque année, Radio France organise son festival gratuit de musiques électroniques le Tohu Bohu sur le parvis de l'hôtel de ville ;
- La retransmission des grands matchs comme la coupe du monde de football et autres sont diffusés sur l'écran géant de la nouvelle mairie.

## Les quartiers
- Jacques-Coeur[13]
  - Superficie: 9,6 hectares
  - Nombre de logements : 1 500
  - Espaces verts : un bassin d'agrément de 1,3 hectares
  - Activités / bureaux : de 15 à 20 000 m² de Shon
  - Équipements publics : un groupe scolaire
  - Transports : 1e ligne du tramway
- Parc Marianne Nord[14]
  - Superficie : 6 hectares
  - Nombre de logements : 2 400
  - Espaces verts : un parc public d'environ 7 hectares situé entre Parc Marianne Sud et Parc Marianne Nord
  - Equipements structurants : centre d'art contemporain, collège, lieu de culte
  - Transports : 1e ligne du tramway
- Parc Marianne Sud[15]
  - Superficie : ?
  - Nombre de logements : ?
  - Espaces verts : un parc public de 8 hectares situé entre Parc Marianne Sud et Parc Marianne Nord
  - Equipements structurants : ?
  - Transports : 3e ligne du tramway
- Rive Gauche
  - Superficie : ?
  - Nombre de logements : ?
  - Espaces verts : les rives du Lez
  - Equipements structurants : maison pour tous Frida Kahlo, crèche Liselotte
  - Transports : 3e ligne du tramway
- République
  - Nombre de logements : ?
  - Espaces verts : ?
  - Equipements structurants : ?
  - Transports : 3e ligne du tramway